# L0 Series
L0 Series là một loại tàu đệm từ đang được Công ty đường sắt Trung tâm Nhật Bản thử nghiệm. Ngày 21 tháng 4 năm 2015, tàu này chạy trên một tuyến đường thử nghiệm gần núi Phú Sĩ và đạt vận tốc tối đa 603 km/h và trong 11 giây nó chạy với vận tốc 600 km/h. Tàu đệm từ này lướt trên một đường ray được xây cao hơn bề mặt đất khoảng 10 cm.
Công ty đường sắt Trung tâm Nhật Bản dự định khai thác loại tàu này năm 2027, với tốc độ tối đa 500 km/h và phục vụ cho tuyến đường dài 286 km nối Tokyo và Nagoya. Thời gian chạy tàu giữa hai thành phố dự kiến sẽ mất 40 phút, bằng một nửa thời gian so với tàu cao tốc Shinkansen thời điểm 2015. Ban đầu, JR Central dự định khai thác tuyến đường sắt Tokyo và Osaka trong thời gian 67 phút giữa Tokyo và Osaka vào năm 2045, dành ra tám năm để thu hồi vốn. Tuy nhiên, sau khi nhận được khoản vay ba tỉ yên của chính phủ Nhật Bản, kế hoạch được đẩy nhanh tới khánh thành sớm nhất vào năm 2037.